# Покрово-Чичеринский сельсовет
Покрово-Чичеринский сельсовет — сельское поселение в Петровском районе Тамбовской области Российской Федерации.
Административный центр — село Покрово-Чичерино.

## История
Статус и границы сельского поселения установлены Законом Тамбовской области от 17 сентября 2004 года № 232-З «Об установлении границ и определении места нахождения представительных органов муниципальных образований в Тамбовской области».

## Население
| 2010 | 2012 | 2013 | 2014 | 2015 | 2016 | 2017 |
| ---- | ---- | ---- | ---- | ---- | ---- | ---- |
| 566  | ↘561 | ↘550 | ↘525 | ↘517 | ↘507 | ↗517 |
| 2018 | 2019 | 2020 | 2021 |      |      |      |
| ↘504 | ↘496 | ↘484 | ↘444 |      |      |      |

## Состав сельского поселения
| №  | Населённый пункт | Тип населённого пункта       | Население |
| -- | ---------------- | ---------------------------- | --------- |
| 1  | Афанасьевка      | деревня                      | 37        |
| 2  | Гремучка         | деревня                      | 5         |
| 3  | Малый Избердей   | село                         | 55        |
| 4  | Михайловка       | деревня                      | 54        |
| 5  | Покрово-Чичерино | село, административный центр | ↘237      |
| 6  | Савилово         | село                         | 0         |
| 7  | Сергиевка        | деревня                      | 12        |
| 8  | Снежково         | деревня                      | 3         |
| 9  | Чёгловка         | деревня                      | 6         |
| 10 | Чибизовка        | деревня                      | ↘157      |